# Хіхві
Хіхві (/ kʰɪˈxvi /; груз. ხიხვი) — сорт винограду, який вирощують у Східній Грузії, зокрема в регіоні Кахетія.

## Походження
Походження винограду та його назва залишаються невідомими. Виноградна лоза Хіхві переважно вирощується у східно-південно-східних районах провінції, на правому березі річки Алазані, деякі насадження також є в Картлі.
Виноградні лози відрізняються великими трилопатевими листками округлої форми та майже круглими. Грона середнього розміру конусоподібні, крилаті, розташовані нещільно, а самі грона середнього розміру, зеленувато-жовті, з тонкою шкіркою. Бруньки виноградної лози Хіхві зазвичай починають проростати в першій половині квітня і досягають зрілості у вересні.
Хіхві використовується для виробництва столових і десертних вин за європейською і традиційною грузинською методологією квеврі. Виноград відомий своєю високою концентрацією цукру і дозволяє виробляти добре збалансовані, ніжні на смак вина з яскравими зеленуватими і темними відтінками. Хихві хвалять за високу якість і використовують як домішку до інших сортів вина для поліпшення їх м'якості та аромату. З нього також виробляють якісне десертне вино в мікрозоні Карденахи, відоме своїм темно-жовтим кольором, гармонійним смаком.
Вино «Хіхві» характеризується помірним вмістом алкоголю та м'якою кислотністю, що робить його придатним як для окремого виробництва як односортне вино, так і як фактор, що сприяє купажу для посилення високих тонів купажу. Попри свій потенціал, виноград Хіхві та отримане з нього вино залишаються маловивченими та недооціненими.